# Imedi TV
Імеді (груз. იმედი) — грузинська телерадіокомпанія. Компанія є частиною медійною групи «Імеді», до якої входить телекомпанія, радіостанція, газета та агентство новин «Imedi News». Телекомпанія була заснована бізнесменом Бадрі Патаркацишвілі, з 2007 року належить медійному магнатові Руперту Мердоку. У 2010 році компанія опинилася в центрі світової уваги завдяки контроверсійному репортажу про вторгнення російських військ.
Імеді (груз. იმედი, у перекладі з грузинської — «надія») — грузинська приватна телерадіокомпанія, одна з найвпливовіших медіаструктур у країні. Компанія є частиною медіахолдингу «Imedi Media Holding», до якого входять телеканал, радіостанція, новинне агентство та онлайн-платформи.

## Історія
Телерадіокомпанія «Імеді» була заснована у 2001 році грузинським бізнесменом Бадрі Патаркацишвілі як перше незалежне телемовлення у країні.
У 2007 році контрольний пакет компанії було частково передано корпорації News Corporation медіамагната Руперта Мердока. Після смерті Патаркацишвілі у 2008 році канал тимчасово перейшов під контроль держави.
У 2012 році телеканал повернувся у приватну власність — його придбала медіагрупа «Georgian Media Production Group», пов’язана з родиною Патаркацишвілі.

## Скандал 2010 року
14 березня 2010 року «Імеді» транслював фейковий сюжет про нібито нове вторгнення російських військ у Грузію. Репортаж був оформлений як екстрений випуск новин без попередження про інсценування. Це спричинило паніку в країні, зокрема в Тбілісі: фіксувалися масові звернення до лікарень, проблеми зі зв’язком і трафіком. Згодом керівництво вибачилося, але подія викликала критику з боку громадськості, правозахисників і міжнародних медіаорганізацій.

## Програми
Телеканал транслює інформаційні, аналітичні, розважальні та культурні програми. Найвідоміші:
- «Хроніка» (груз. ქრონიკა) — головна новинна програма;
- «Політика» — ток-шоу з політичної аналітики;
- «Ахалі Дге» (груз. ახალი დღე) — ранкове шоу;
- «Імеді Live» — вечірні інтерв’ю та спецвипуски.

## Керівництво
Станом на 2025 рік каналом керує медіагрупа Georgian Media Production Group. За різними даними, ключову роль у менеджменті відіграють родичі засновника Бадрі Патаркацишвілі. 

## Мовлення
«Імеді» веде цифрове мовлення по всій території Грузії, а також доступний через супутникові платформи в Європі та онлайн по всьому світу. Офіційний вебсайт — imedi.ge.

## Критика
Канал неодноразово критикували за можливу політичну заангажованість, особливо в передвиборчі періоди. Спостерігачі вказували на тенденційність подання новин та перевагу провладної риторики.